# Порту (Бісау)
Спорт Клубе душ Портуш ді Бісау або Порту (Бісау) (порт. Sport Clube dos Portos de Bissau) — професіональний футбольний клуб з Гвінеї Бісау, який базується в столиці країни — місті Бісау.

## Історія
Команду було засновано в 1957 році в місті Бісау, а в 1987 перезасновано вже під назвою Спортивний Клуб «Порту» (Бісау).
На відміну від 99 % футбольних клубів колишніх португальських колоній Порту (Бісау) не є закордонним філіалом португальського Порту. Команду заснувала компанія «APGB» («Administração dos Portos de Guinée-Bissau»). Клуб грав у формі білого кольору.
Порту (Бісау) виграв чемпіонат, три кубки та суперкубок. У 1993 році, в матчі-відповіді Суперкубка (після перемоги в першому матчі з рахунком 2:0), Порту (Бісау) зазнав поразки з рахунком 2:5, що зробило Бенфіку (Бісау) переможцем турніру. Але вони були дискваліфіковані (їм була зарахована технічна поразка з рахунком 0:3) за використання 2-х незаявлених гравців.
Зараз клуб виступає в вищому дивізіоні чемпіонату країни.

## Досягнення
- Національний чемпіонат Гвінеї-Бісау:
  -  Чемпіон (1): 1993
  -  Срібний призер (2): 1994, 1997, 2002

- Національний Кубок Гвінеї-Бісау з футболу:
  -  Володар (3): 1998, 2000, 2006;
  -  Фіналіст (1): 1996.

- Національний Суперкубок Гвінеї-Бісау з футболу:
  -  Володар (1): 1993;
  -  Фіналіст (3): 1998, 2000 та 2006.